# Campeonato Carioca de Voleibol Masculino de 2012
O Campeonato Carioca de Voleibol Masculino de 2012 foi a 73ª edição deste campeonato que foi vencido pelo RJX por 3 sets a 1 no Volta Redonda na final. Este foi o segundo título do RJX.

## Participantes
| Equipe        | Cidade         | Em 2011        | Títulos             |
| Botafogo      | Rio de Janeiro | 3º             | 23 (último em 2007) |
| CIB           | Rio de Janeiro | Não participou | 0 (não possui)      |
| Flamengo      | Rio de Janeiro | 4º             | 19 (último em 2005) |
| Metrô Rio     | Rio de Janeiro | 5º             | 0 (não possui)      |
| Nova Iguaçu   | Nova Iguaçu    | Não participou | 0 (não possui)      |
| RJX           | Rio de Janeiro | Campeão        | 1 (último em 2011)  |
| Volta Redonda | Volta Redonda  | 2º             | 3 (último em 2010)  |

## Primeira fase
- Vitória por 3 sets a 0 ou 3 a 1: 3 pontos para o vencedor;
- Vitória por 3 sets a 2: 2 pontos para o vencedor e 1 ponto para o perdedor.
- Em caso de igualdade por pontos, os seguintes critérios servem como desempate: número de vitórias, média de sets e média de pontos.

|     |             |     | Jogos | Jogos | Jogos | Pontos | Pontos | Pontos | Sets | Sets | Sets  |
| Pos | Equipe      | Pts | T     | V     | D     | V      | P      | R      | V    | P    | R     |
| --- | ----------- | --- | ----- | ----- | ----- | ------ | ------ | ------ | ---- | ---- | ----- |
| 1   | CIB         | 11  | 4     | 4     | 0     | 0      | 0      | MAX    | 12   | 3    | 4,000 |
| 2   | Botafogo    | 10  | 4     | 3     | 1     | 0      | 0      | MAX    | 11   | 4    | 2.750 |
| 3   | Nova Iguaçu | 6   | 4     | 2     | 2     | 0      | 0      | MAX    | 6    | 8    | 0.750 |
| 4   | Flamengo    | 2   | 4     | 1     | 3     | 0      | 0      | MAX    | 6    | 11   | 0.545 |
| 5   | Metrô Rio   | 1   | 4     | 0     | 4     | 0      | 0      | MAX    | 3    | 12   | 0.250 |

| 15 de setembro | Nova Iguaçu | 3 – 1 | Metrô Rio | Nova Iguaçu |
| 15 de setembro |             |       |           | Nova Iguaçu |

| 20 de setembro | Flamengo | 1 – 3 | Botafogo | Rio de Janeiro |
| 20 de setembro |          |       |          | Rio de Janeiro |

| 22 de setembro | CIB | 3 – 0 | Metrô Rio | Rio de Janeiro |
| 22 de setembro |     |       |           | Rio de Janeiro |

| 22 de setembro | Nova Iguaçu | 3 – 1 | Flamengo | Nova Iguaçu |
| 22 de setembro |             |       |          | Nova Iguaçu |

| 23 de setembro | CIB | 3 – 0 | Nova Iguaçu | Rio de Janeiro |
| 23 de setembro |     |       |             | Rio de Janeiro |

| 29 de setembro | Botafogo | 3 – 0 | Metrô Rio | Rio de Janeiro |
| 29 de setembro |          |       |           | Rio de Janeiro |

| 30 de setembro | Flamengo | 1 – 3 | CIB | Rio de Janeiro |
| 30 de setembro |          |       |     | Rio de Janeiro |

| 30 de setembro | Botafogo | 3 – 0 | Nova Iguaçu | Rio de Janeiro |
| 30 de setembro |          |       |             | Rio de Janeiro |

| 4 de outubro | CIB | 3 – 2 | Botafogo | Rio de Janeiro |
| 4 de outubro |     |       |          | Rio de Janeiro |

| 4 de outubro | Flamengo | 3 – 2 | Metrô Rio | Rio de Janeiro |
| 4 de outubro |          |       |           | Rio de Janeiro |

## Fase final

### Semifinais
| 6 de outubro | Volta Redonda | 3 – 0 | CIB | Rio de Janeiro |
| 6 de outubro |               |       |     | Rio de Janeiro |

| 6 de outubro | RJX | 3 – 0 | Botafogo | Rio de Janeiro |
| 6 de outubro |     |       |          | Rio de Janeiro |

### Final
| 7 de outubro | RJX           | 3 – 1                         | Volta Redonda | Rio de Janeiro |
| 7 de outubro | 20 25 26 25 – | Set 1 Set 2 Set 3 Set 4 Set 5 | 25 19 24 17 – | Rio de Janeiro |

## Premiação
| Campeonato Carioca de Voleibol de 2012 |
| Rio de Janeiro                         |
| -------------------------------------- |
| RJX Campeão (2º título)                |